# 相泽忠洋
相泽忠洋（1926年6月21日—1989年5月22日）是日本考古學家。出生於東京。他在1946年发现了群马县岩宿遺跡，证明了旧石器时代存在于日本列岛。勳五等瑞寶章獲得者。

## 外部連結
- 相沢忠洋記念館 （页面存档备份，存于）（日語）